# 尼尔斯·利德霍尔姆
尼尔斯·利德霍尔姆（瑞典語：Nils Liedholm，1922年10月8日—2007年11月5日），瑞典足球运动员。他与冈纳·格恩和贡纳尔·努达尔一同组成的格诺利组合，是瑞典国家足球队和AC米兰足球俱乐部历史上最具威力的锋线组合之一。
利德霍尔姆1942年开始职业足球生涯，1949年转会AC米兰，在此他一直效力至1961年退役。利德霍尔姆一共代表AC米兰出场359次，进球81个。利德霍尔姆1946年开始代表瑞典国家队出战，1958年从国家队退役，一共出场21次，进球10个。他曾以36岁高龄在1958年世界杯足球赛上率瑞典队打入决赛，并率先攻入巴西队一球，成为了世界杯决赛史上年龄最大的进球者，但最终巴西队以5-2击败瑞典成为冠军。
退役后，利德霍尔姆留在AC米兰担任助理教练，并于1963年正式成为主教练。在此后的数十年中，他相继执教过7支意大利甲级联赛球队，并带领AC米兰和AS罗马夺得过意甲冠军。
1997年短暂执教罗马队后，利德霍尔姆宣布退休。2007年在意大利家中逝世。

## 榮譽

### 球員時代
諾高平體育會
- 瑞典足球超級聯賽冠軍：1946/47年，1947/48年

AC米蘭
- 義大利足球甲級聯賽冠軍：1950/51年，1954/55年，1956/57年，1958/59年
- 拉丁盃冠軍：1951年，1956年
- 歐洲盃亞軍：1957/58年

瑞典國家足球隊
- 奧運會金牌：1948年
- 世界盃亞軍：1958年

### 教練時代
AC米蘭
- 義大利足球甲級聯賽冠軍：1978/79年

羅馬
- 義大利足球甲級聯賽冠軍：1982/83年
- 意大利盃冠軍：1980年、1981年、1984年
- 歐洲盃亞軍：1983/84年